# Joël Gustave Nana Ngongang
Joël Gustave Nana Ngongang (* 1982 in Kamerun; † 15. Oktober 2015), auch bekannt als Joël Nana, war ein kamerunischer LGBT- und HIV/AIDS-Aktivist. Er setzte sich afrikaweit für LGBT-Rechte und HIV/AIDS-Prävention ein.

## Leben
Nana studierte Rechtswissenschaften an der Universität Yaoundé. 2010 schloss er den Master in International Human Rights Law an der Universität des Westkaps ab.
2005 war er zusammen mit zwei Aktivistenkollegen Mitbegründer von Alternatives-Cameroun, einer in Kamerun ansässigen Menschenrechtsorganisation, die sich gegen Homophobie und gegen Diskriminierung von LGBT-Personen einsetzt.
Von 2006 bis 2007 arbeitete er bei Behind the Mask, einem südafrikanischen Online-Portal für LGBT-Nachrichten. Zwischen 2007 und 2009 war er als Forscher bei der International Gay and Lesbian Human Rights Commission tätig. Nana war zudem Gründungsmitglied des MSM Global Forum (MSMGF), welches die globale Vernetzung und Forschung zur Gesundheit von schwulen Männern und MSM fördert.
Nana war an der Gründung von African Men for Sexual Health and Rights (AMSHeR) beteiligt, dem ersten afrikaweiten Netzwerk, das sich mit der HIV-Bekämpfung und den Rechten von schwulen Männern befasste. Von 2009 bis 2014 war er Geschäftsführer der Organisation. Die Bemühungen der AMSHeR führten zu afrikaweiten Resolutionen, die Gewalt und Diskriminierung gegen LGBT-Menschen anprangerten. AMSHeR-Mitglieder nahmen an internationalen AIDS-Konferenzen teil, was dazu beitrug, die weltweite Aufmerksamkeit auf die HIV-Infektionsraten unter schwulen Männern in Afrika zu lenken. Von 2012 bis 2014 war er Mitglied der UNAIDS Delegation.
Nana arbeitete zudem mit der Weltgesundheitsorganisation zusammen und setzte sich für andere Bedrohungen der öffentlichen Gesundheit, wie z. B. Ebola, ein. Zum Zeitpunkt seines Todes war er Geschäftsführer von Partners for Rights and Development (Paridev), einer in Kamerun ansässigen Organisation, die sich auf Menschenrechte, Entwicklung und Gesundheit in Afrika spezialisiert hat.
Am 15. Oktober 2015 starb er nach kurzer Krankheit.

## Aktivismus
Im Jahr 2005 wurden nach einer Razzia in einer Bar in Yaoundé elf Männer verhaftet und wegen des Verdachts auf Homosexualität inhaftiert. Nana engagierte sich in dieser Angelegenheit und verwendete einen großen Teil seiner Arbeit darauf, die Notlage der verhafteten Männer öffentlich zu machen. Unter anderem aufgrund seiner Bemühungen erklärte die UN-Arbeitsgruppe gegen willkürliche Inhaftierungen am 10. Oktober 2006, dass die Inhaftierung der elf Männer eine willkürliche Freiheitsberaubung darstelle, die gegen den Internationalen Pakt über bürgerliche und politische Rechte verstoße.
Nana war an verschiedenen HIV-Präventionsmaßnahmen beteiligt, die sich an schwule und bisexuelle Männer richteten. Am Welt-AIDS-Tag koordinierte er eine Briefkampagne an die Gesundheitsministerien aller afrikanischen Länder und forderte sie auf, schwule und bisexuelle Männer bei ihrer Arbeit nicht zu ignorieren.
Durch seine Arbeit wurde er zu einem anerkannten Experten für die LGBT-Bewegung und trat in internationalen Medien wie Radio France Internationale und Chicago Public Radio auf.

## Kolonialismus
Nana war der Meinung, dass nur afrikanische Organisationen das Problem der Queerfeindlichkeit in Afrika lösen könnten, da durch westlichen Organisationen die kolonialen Muster beibehalten würden und die afrikanischen Stimmen ungehört blieben. Er widersprach zudem der oft genannten Vorstellung, dass Homosexualität ein fremder, kolonialer Import sei. Er betonte, dass „weder Homosexualität noch Homophobie in Afrika fremd sind“, wie von LGBT-Gegnern und LGBT-Aktivisten oft behauptet werde.